# Port lotniczy Atka
Port lotniczy Atka, Atka Airport (kod IATA: AKB, kod ICAO: PAAK, FAA LID: AKA) – publiczny amerykański port lotniczy obsługujący miasto Atka w stanie Alaska, znajduje się na wyspie Atka, w archipelagu Aleutów, leży około 3 km na północ od miasta.
Port posiada jeden asfaltowy pas startowy o wymiarach 1002 na 26 m. W roku 2003 na lotnisku wykonano 150 operacji lotniczych z czego wszystkie były lotami air taxi. W 2008 w lotach rozkładowych z lotniska skorzystało 321 osób, co było spadkiem o 0,6% w porównaniu do poprzedniego roku, kiedy liczba ta wynosiła 323, w 2006 odprawiono 285 osoby. Obecnie port ma jedno regularne połączenie.

## Linie lotnicze i połączenia
- PenAir (Unalaska)